# Randstad Topsport Academie
De Randstad Topsport Academie is een samenwerkingsverband tussen de Hogeschool Rotterdam en Saxion Hogescholen. Hierop wordt sinds september 1999 een wettelijk erkende vierjarige hbo-opleiding 'commerciële economie/sportmarketing & management' aangeboden aan topsporters, waarbij middels flexibiliteit in onder meer contacturen, begeleiding en toetsmomenten rekening wordt gehouden met hun sportactiviteiten.
De opleiding is alleen toegankelijk voor sporters met een A, B of High Potential status, Talent nationaal, Talent internationaal of spelend op het hoogste landelijke competitie-niveau. Studenten aan de Randstad Topsport Academie kunnen terecht in vestigingen van de betrokken scholen in Rotterdam en Deventer. De vier hoofdmodules van de opleiding zijn marketing, communicatie, management en bedrijfseconomie.

## Afgestudeerden
O.a:
| - Selma Andrade (tennis) - Niels de Beer (rugby) - Jelmer Beulenkamp (schaatsen) - Marcella Boerma (snowboard) - Kristie Boogert (tennis) - Edith Bosch (judo) - Kalle Coster (zeilen) - Tijs Creemers (badminton) - Alex Davitashvili (worstelen) - Ralph Gelens (wielrennen) - Jochem de Gruijter (volleybal) - Jeroen Hertzberger (hockey) - Jasper Hunting (tennis) | - Percy Isenia (honkbal) - Michiel Janssen (tafeltennis) - Erik Jazet (hockey) - Paul Kattestaart (badminton) - Trinko Keen (tafeltennis) - Jeroen Koot (atletiek) - Marrit Leenstra (volleybal) - Marieke van Linder (handbal) - Wendy van der List (bowlen) - Rick Lips (rugby) - Gabor Marges (squash) - Bibian Mentel (snowboarden) | - Rodin Merx (volleybal) - Wilco Moggre (tennis) - Teun de Nooijer (hockey) - Martine van Pelt (voetbal) - Roland Rademaker (volleybal) - Aron Romeijn (langebaanschaatsen) - Marco Scheffer (waterpolo) - Erik Siebers (volleybal) - Marc Sinnema (basketbal) - Sonja van der Velden (synchroonzwemmen) - Bart Viguurs (rugby) - Herre Zonderland (turnen) |